# Oružane snage Češke
Oružane snage Češke Republike (češ. Armáda České republiky) službeni je naziv za vojsku Češke. Oružane snage štite suverenitet i neovisnost Češke te brane njenu teritorijalnu cjelovitost, što im je glavna zadaća. Pored toga, sudjeluju u međunarodnim mirovnim, humanitarnim i drugim operacijama i misijama, obavljaju određene zadatke u stanju neposredne ugroženosti te pružaju pomoć institucijama civilne vlasti i stanovništvu u slučaju prirodnih, tehničko-tehnoloških i ekoloških nesreća. U sastavu NATO snaga se nalazi od ožujka 1999. godine.
Vojska Češke Republike je osnovana nakon raspada Čehoslovačke i njenih oružanih snaga, nakon 1. siječnja 1993. godine. Češki snage 1993. imale su 90.000 vojnika. Godine 1997. broj se smanjio na oko 65.000, 1999. na 63,601 i 35,000 2005. godine. Istodobno, snage su modernizirane te okrenute prema obrambenom položaju. Godine 2004. obvezni vojni rok je ukinut.
Češka je članica Ujedinjenih naroda i Organizacije za europsku sigurnost i suradnju u Europi. Od 1990. godine, češke oružane snage su doprinijeli brojnim mirovnim i humanitarnim operacijama.

## Vanjske poveznice
- (engl.) Ministarstvo obrane Češke Republike